# A-CHA
《A-CHA》는 슈퍼주니어의 5집 리패키지 앨범의 타이틀 곡이다.